# Slanec
Slanec (slowakisch bis 1927 „Sálanc“; ungarisch Nagyszalánc) ist eine Gemeinde in der Ostslowakei.

## Lage
Sie liegt in den Slanské vrchy, denen es seinen Namen gibt, auf einem Pass etwa 24 km von Košice entfernt.

## Geschichte
Der Ort wurde 1301 erstmals erwähnt und entwickelte sich aus einer Siedlung unterhalb der Burg Slanec (erste Erwähnung 1281).

## Bevölkerung
| Jahr                | 1994 | 2004    | 2014    | 2024    |
| ------------------- | ---- | ------- | ------- | ------- |
| Anzahl der Personen | 1231 | 1315    | 1445    | 1500    |
| Unterschied         |      | +6,82 % | +9,88 % | +3,80 % |

| Jahr                | 2023 | 2024    |
| ------------------- | ---- | ------- |
| Anzahl der Personen | 1481 | 1500    |
| Unterschied         |      | +1,28 % |

## Sehenswürdigkeiten
- die Ruinen der Burg Slanec
- römisch-katholische Kirche aus dem Jahr 1754
- ein Kastell unterhalb der Burg aus der 2. Hälfte des 18. Jahrhunderts

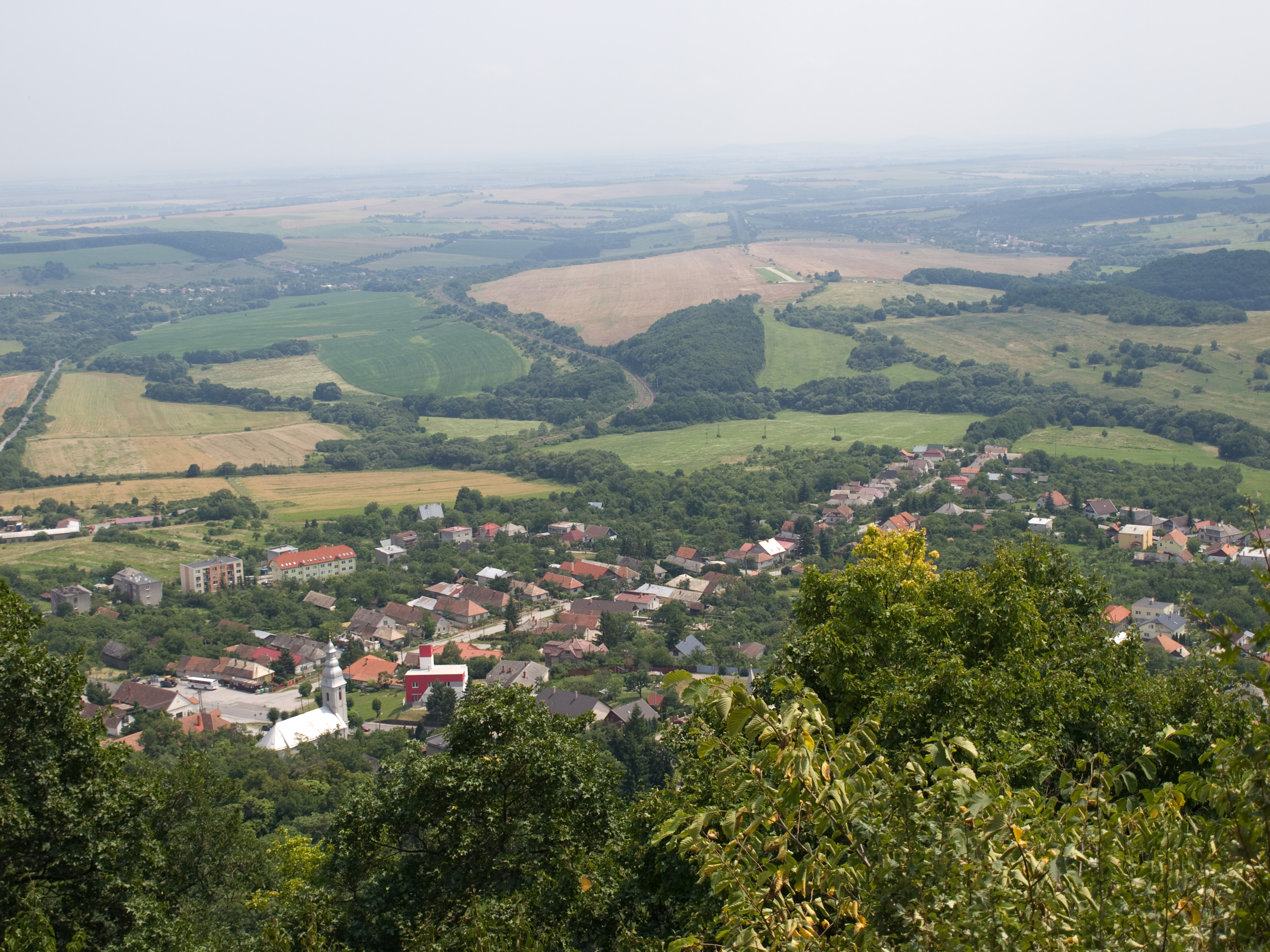
Blick auf Slanec
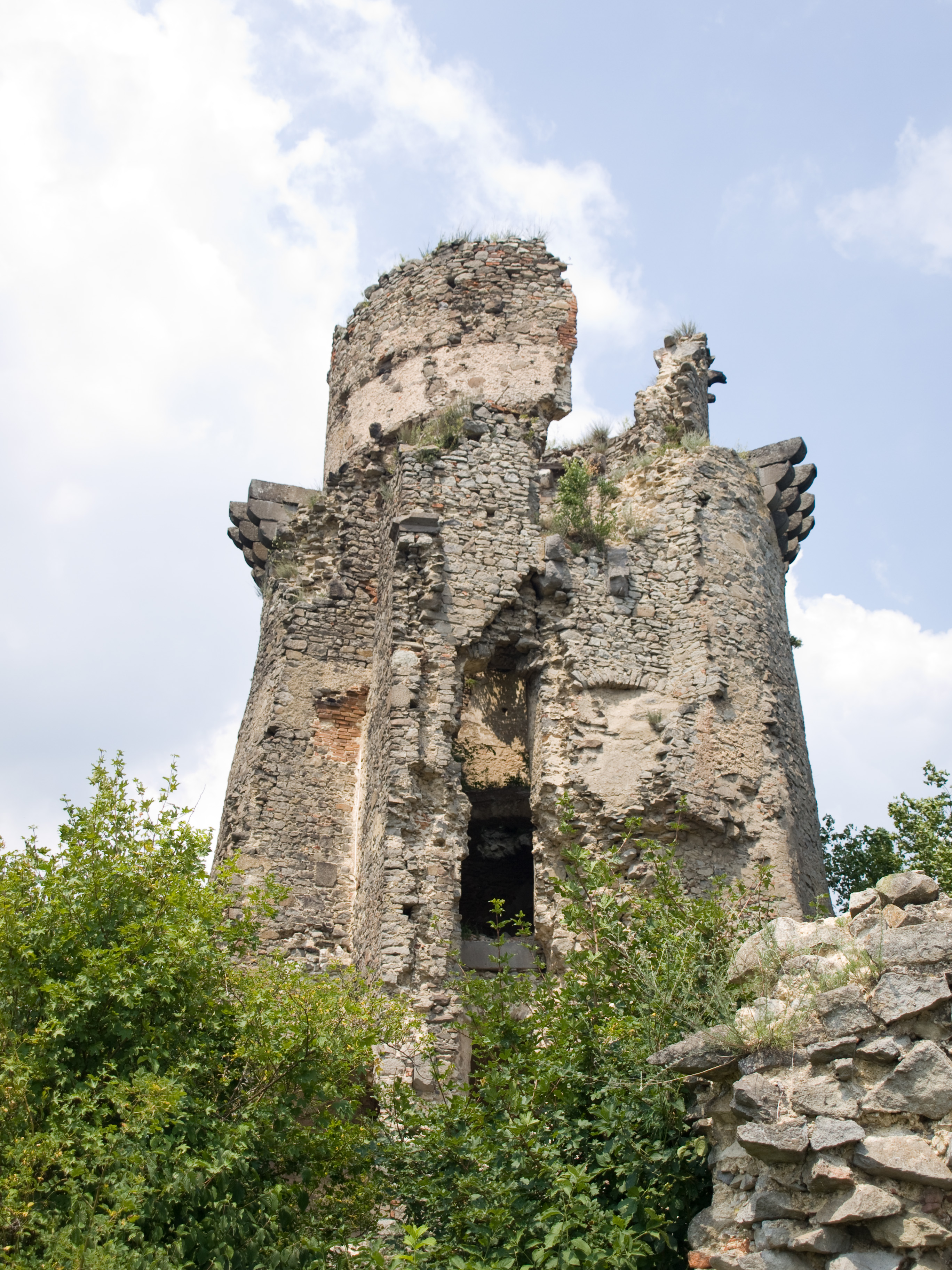
Burgruine
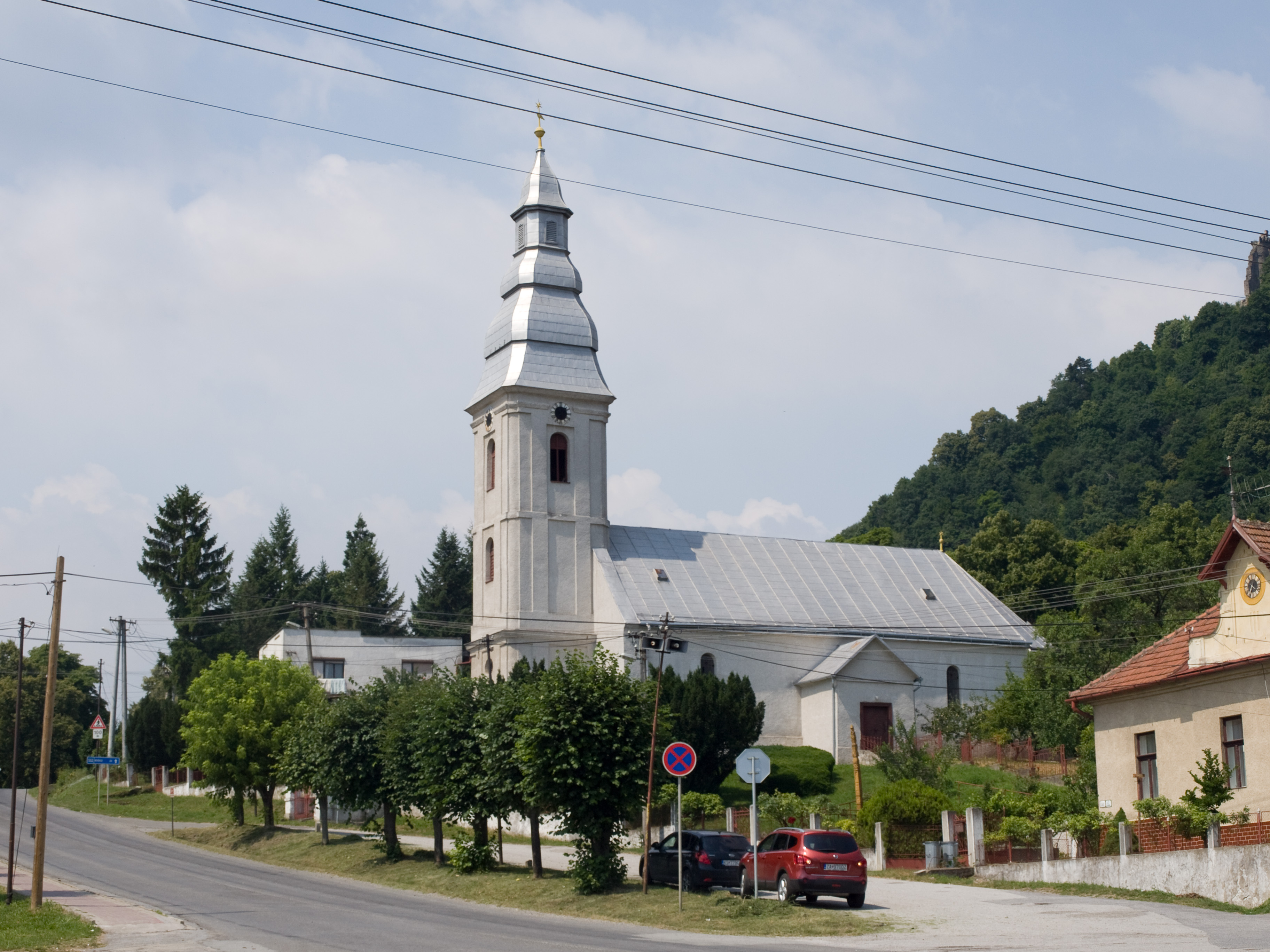
Römisch-katholische Kirche